# 淡脚树莺
淡脚树莺（学名：Urosphena pallidipes）为樹鶯科短尾莺属的鸟类。该物种分布在南亚地区，其模式产地在锡金。
2011年，基于系统发育研究的结果，淡脚树莺由短尾莺属（Urosphena）移入Hemitesia属（Alström et al. 2011）。

## 亚种
- 淡脚树莺云南亚种（学名：Urosphena pallidipes laurentei）。在中国大陆，分布于广东等地。该物种的模式产地在云南。[2]
- 淡脚树莺指名亚种（学名：Urosphena pallidipes pallidipes）。在中国大陆，分布于云南等地。该物种的模式产地在锡金。[3]